# Bröllopet mellan kronprins Gustaf och Victoria av Baden

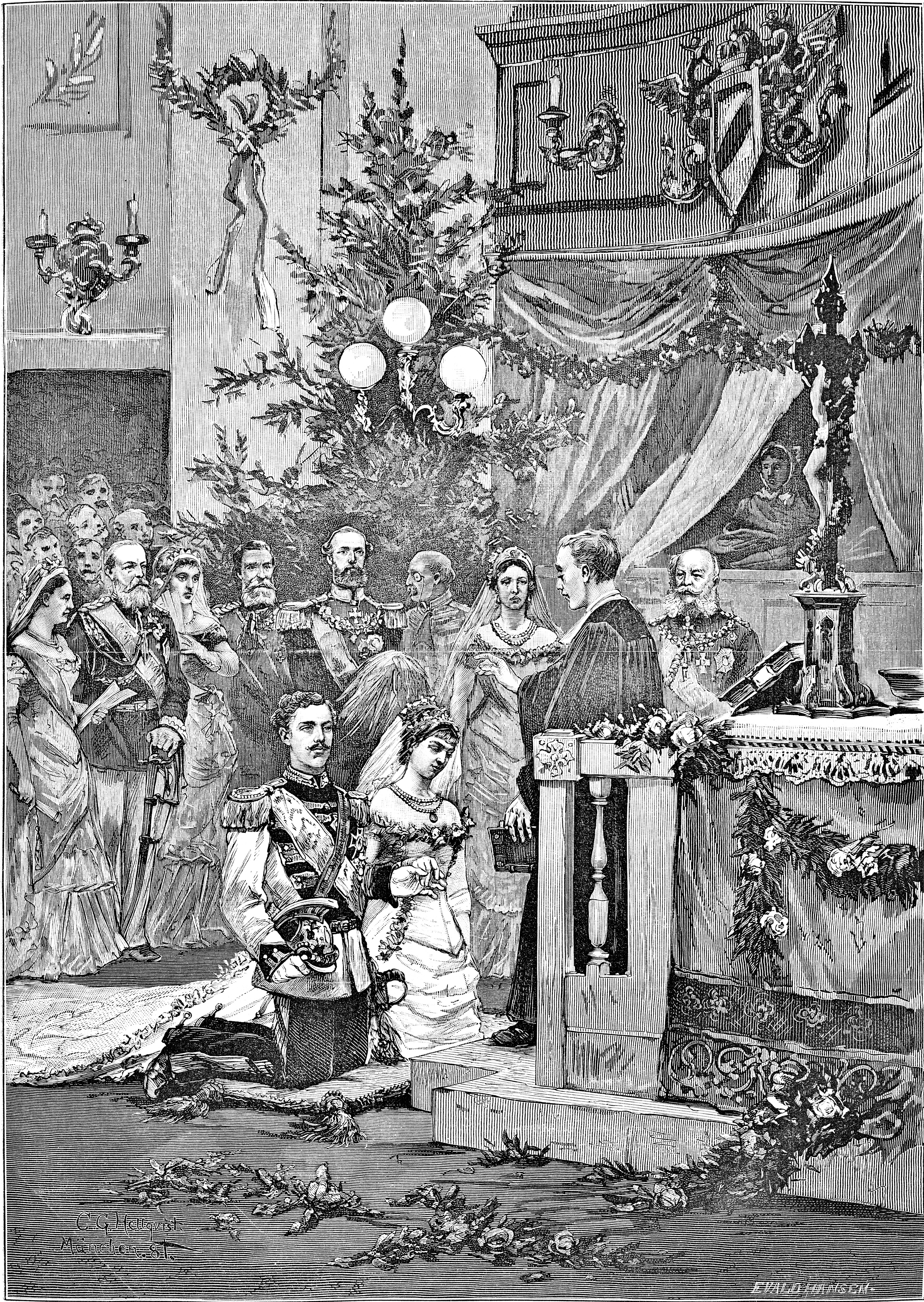
Vigselakten i slottskyrkan i Karlsruhe. Xylografi av Carl Gustaf Hellqvist.

Bröllopet mellan kronprins Gustaf och Victoria av Baden hölls i Karlsruhe, Storhertigdömet Baden den 20 september 1881

## Uppvaktning
På hösten 1879 skickades kronprins Gustaf att som observatör följa en tysk höstmanöver utanför Strassburg. Där fanns även storhertigparet av Baden, Fredrik I av Baden och Louise av Preussen samt deras enda dotter Victoria. Kronprinsen hade redan lärt känna deras son kronprins Fredrik II av Baden under besök i London föregående år och storhertigparet hade varit med på förlovningsfesten för Oscar II och hans hustru Sofia av Nassau. Under höstmanövern blev kronprins Gustaf och prinsessan Victoria presenterade för varandra men något tycke förefaller inte ha uppstått vid detta tillfälle. Kronprins Gustaf blev dock inbjuden som gäst till storhertigparet i Baden-Baden. Storhertiginnan ansåg dock att hennes 16-åriga dotter var för ung att förlova sig och att kronprinsen verkade ganska omogen; dessutom hoppades hon att hennes dotter skulle gifta sig med sin kusin prins Vilhelm. Prinsessan själv verkar ha varit förälskad i en kusin till henne, en rysk storfurste Nikolaj, kusin till tsaren. Kronprinsen reste efter en kort tid hem till Stockholm igen.
I februari 1881 skickades kronprins Gustaf att närvara som representant för det svenska kungahuset vid giftermålet mellan prins Vilhelm och Auguste Viktoria av Schleswig-Holstein den 27 februari 1881. Vid det laget hade en eventuell relation mellan den ryske storfursten Nikolaj och prinsessan Victoria stoppats av tsaren Alexader III eftersom den ortodoxa kyrkan inte tillät kusinäktenskap. Nikolaj hade då försäkrat tsaren att om han inte fick gifta sig med Victoria skulle han aldrig gifta sig; han förblev ogift hela livet.
Att ett av syftena också var att kronprinsen på nytt skulle träffa prinsessan Victoria står klart genom ett brev skrivet av drottning Sofia av Nassau den 18 februari 1881 till adjutant Nils von Rosen som skulle följa med på resan. Besöket i Berlin hade inte bara den fördelen att det var "politiskt riktigt och kan blifva roligt och nyttigt för Gustaf, så medför det den fördelen, att han nu får mera tid att se och lära känna Pr. V.".
På besök hos kejsarinnan Augusta i slutet av februari 1881 träffade kronprinsen åter Victoria. Redan dagen efter skriver han om mötet i brev hem till föräldrarna:
"Igår såg jag "henne" för första gången här i Berlin hos kejsarinnan, då jag gjorde mitt besök der på f.m. Sedan såg jag "henne" nästan hela dagen, och ju mera jag ser henne, desto mera börjar jag verkligen tycka, att det är angenämt och behagligt att tala med henne. Hon har ett särdeles behagligt yttre och ett mycket tilldragande väsende, så att jag hoppas att allt kommer att gå bra, dock kan jag naturligtivs ej med bestämdhet säga efter första dagen, att jag kommer att fästa mig vid henne, men så mycket kan jag alltid säga, att jag känner mig dragen till henne!"
Några dagar senare skriver han till sin far: 
"För att säga sanningen minnes jag ej mycket af huru det gick till, men så mycket vet jag, at jag dag för dag blef mera och mera intagen i Viççi och att jag från hennes sida tyckte mig märka detsamma. Det enda, som gör mig ledsen, är att Storhertigen ej tilläto mig att direkt förklara mig för Viççi, men vi unga förstodo hvarandra i alla fall fullkomligt, utan att vi talade med hvarandra därom!"
I Gustafs brev till sin mor kan man följa förälskelsen. Fem dagar senare skriver han: Alla människor hava märkt mer eller mindre att vi tycker om varandra, men det gör mig ingenting alls. Ty jag är alldeles bestämd i mitt val och känner mig överlycklig. Storhertig Fredrik bad Gustaf stanna några dagar extra i Berlin. Redan en vecka efter det första mötet bad kronprinsen om hennes hand. Den 12 mars, tre veckor efter det första mötet i Berlin, tillkännagavs trolovningen.

## Bröllop

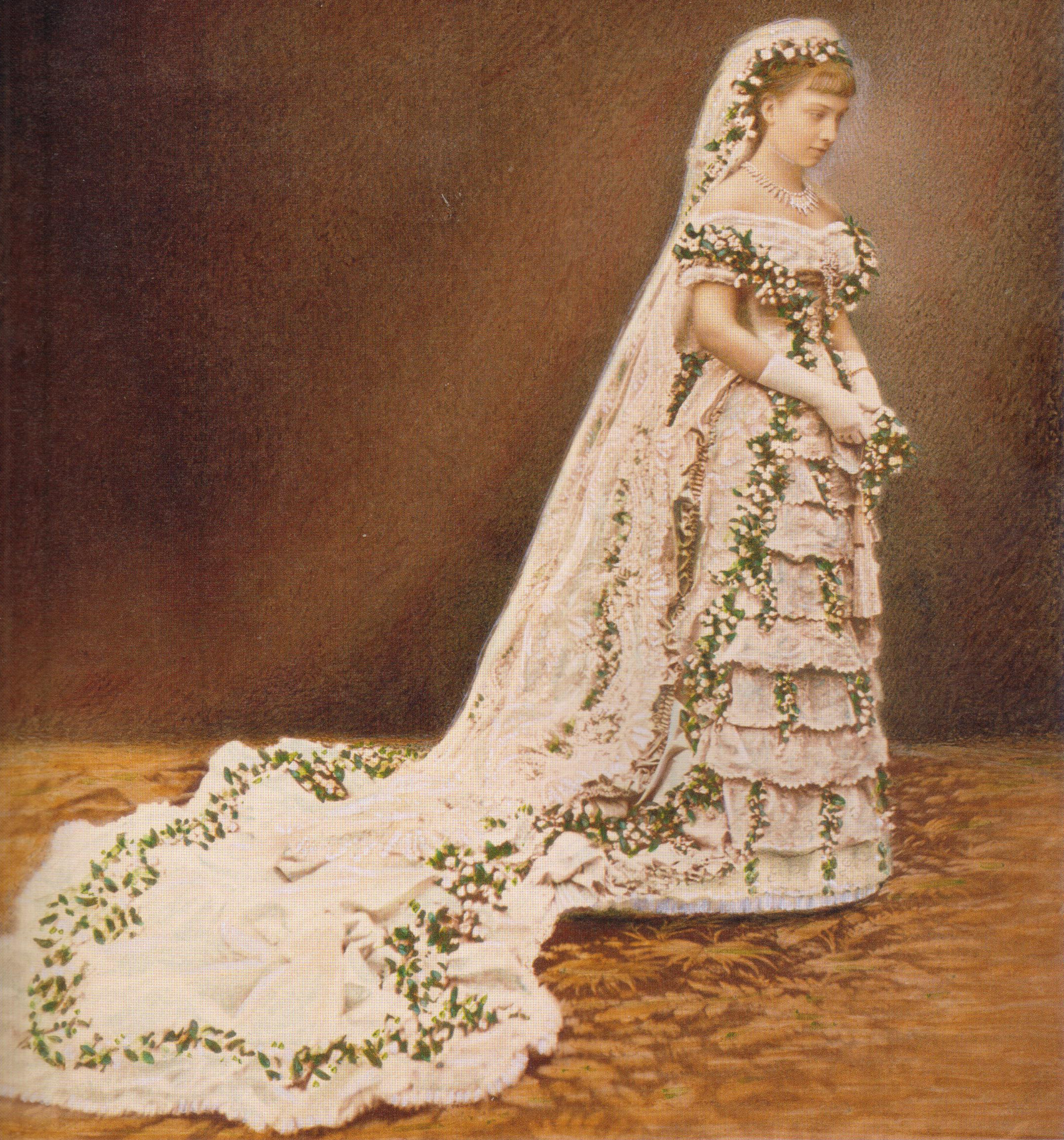
Prinsessan Victoria i brudklänning i vit satäng smyckad av myrtenkvistar

Kronprinsen blev därefter tvungen att återvända till Stockholm eftersom kung Oscar hade drabbats av lunginflammation. När denne hade återhämtat sig kunde Gustaf resa till Karlsruhe och fira påsk med sina blivande svärföräldrar. I maj reste kung Oscar II till den tyska kurorten Bad Ems och där fick Victoria tillfälle att träffa honom. Tillsammans med drottning Sofia reste han till slottet Brühl mellan Köln och Bonn för att träffa den tyska kejsarinnan Augusta och bestämma de praktiska arrangemangen i samband med bröllopet.
De två ville gifta sig i augusti eller september 1881 men storhertiginnan Louise ville skjuta på bröllopet. Kronprins Gustaf skrev i april i brev: "Min svärmor är rysligt envis och ville ej gerna taga några skäl. Ännu är ingenting bestämdt aftalat från deras sida, men alla möjliga försök göras dagligen och stundligen för att draga ut på tiden så mycket som möjligt!!" Kanske är det detta han hade i tanke då han i maj i gåva till sin fästmö överlämnade Nya testamentet i svensk översättning med inskriften "Saliga äro de bedröfvade, ty de skola få hugsvalelse." (Matteus 5:4).
Resten av sommaren uppehöll sig Victoria i Baden och med sina föräldrar i St. Moritz. Victoria fick lära sig svenska språket genom professor skytteanus Oscar Alin. Till hennes födelsedag i början av augusti kom kronprins Gustav åter på besök. 
Till slut kunde man enas om bröllop den 20 september i Karlsruhe, samma dag som storhertigparets silverbröllopsdag. Dagen innan anlände det svenska kungaparet. I bröllopsgåva från sina föräldrar hade hon fått ett strålformat diadem med diamanter som också kunde bäras som halssmycke (Stråldiademet) tillverkat av G. Maier i Pforzheim. Bröllopsdagen inleddes med salut med 101 skott. Bröllopet inleddes med en borgerlig vigsel i närvaro endast av de närmaste, därefter inleddes den kyrkliga vigseln i slottskapellet i Karlsruhe. Victoria fördes till altaret av sin svärfar Oscar II och sin morfar kejsar Vilhelm medan brudgummen fördes till altaret av sin mor Sofia av Nassau och Victorias faster hertiginnan av Sachsen-Coburg och Gotha. Bakom dessa kom storhertigparet och parvis de furstliga gästerna som ställde upp sig i halvcirkel i slottskapellets skepp kring brudparet. Victoria var klädd i en brudklänning i satäng dekorerad med myrtenkvistar, brysselspetsar och orangeblommor, brudgummen klädd i Livregementets dragoners uniform. På huvudet bar hon en fem meter lång slöja, fästad i en myrtenkrans, och där de svenska och badensiska vapnen var knypplade. Runt halsen bar hon diademet som halssmycke och urringningen var kantad av myrten. Släpet bars av åtta tärnor i vita klänningar smyckade med girlander av rosor och förgätmigej. Vid ringväxlingen sköts salut med tre gånger 12 kanonskott. Vigseltalet hölls av prelaten Doll med utgångspunkt i Första Mosebok kapitel 12:2.
Efter vigselakten blev det mottagning i storhertigparets salong för gästerna och den diplomatiska kåren. I bröllopsmiddagen deltog 200 gäster.
Efter tre dagars bröllopsfestligheter reste de nygifta till Sverige med sin uppvaktning, bland andra överhovmästarinnan Elisabet von Platen, hovfröknarna Anna Lagerberg och Hélène Åkerhielm samt adjutant Nils von Rosen. Resan gick via Danmark till Fredrikshavn och därefter med fregatten Vanadis till Göteborg där man ankom den 27 september 1881 och hälsade av landshövding Ehrensvärd. Genom extratåg klockan 22 fortsatte sällskapet vidare mot Stockholm.

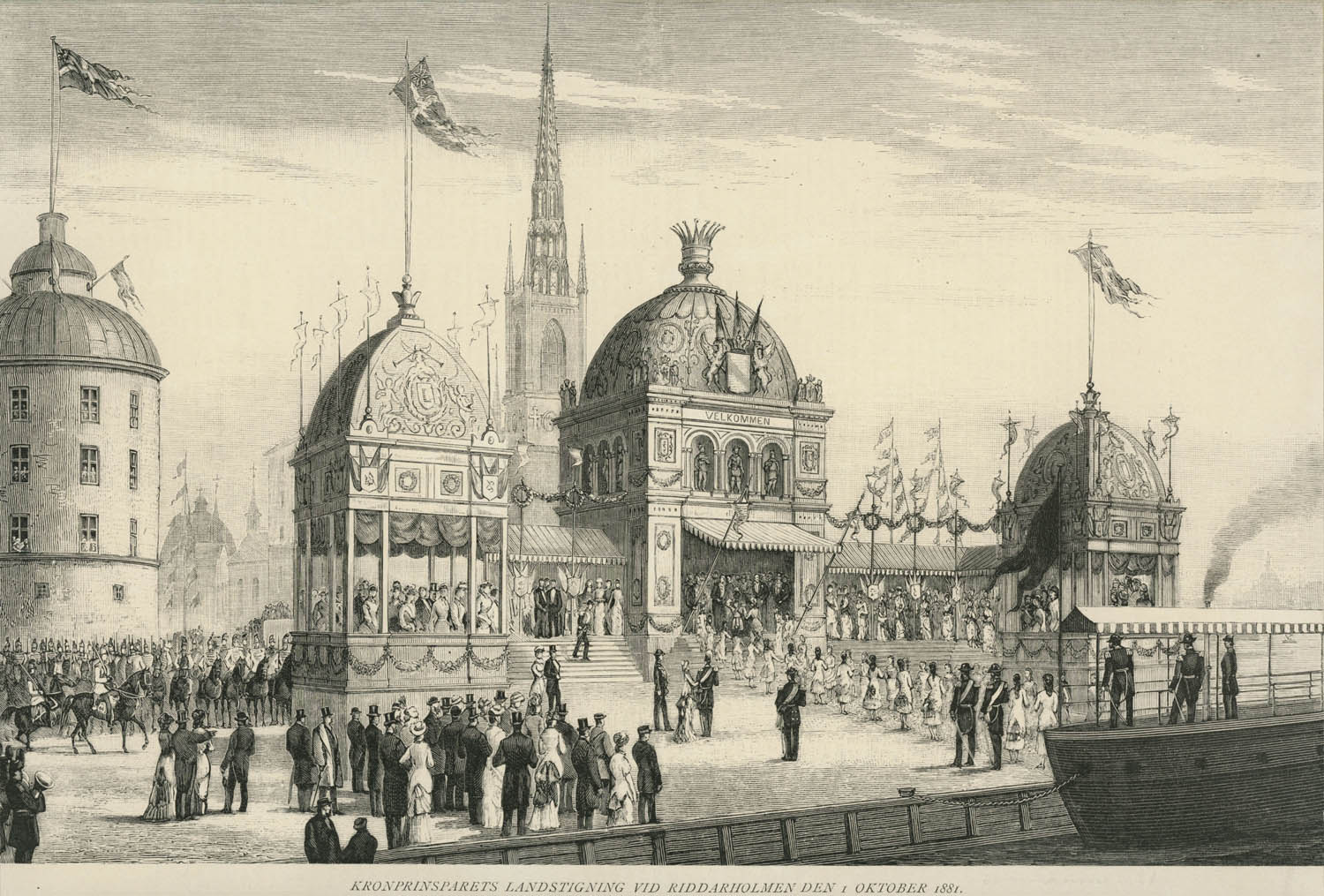
Kronprinsparets landstigning vid Riddarholmen den 1 oktober 1881

Vid ankomsten till Södertälje möttes man av kronprins Gustafs tre bröder och därefter åkte hela sällskapet med båt till Drottningholm där resten av familjen väntade. Den 1 oktober 1881 fortsatte hela sällskapet in till Stockholm med hjulångaren Sköldmön. På Riddarholmen hade uppförts en äreport i tre våningar och där steg kronprinsessan i land iklädd vit hatt och blågul sammetsdräkt medan åskådarna hurrade. Kronprinsen klädd i Livregementets dragoners uniform med serafimerordens blåa band. Gästerna fördes med galavagn från Riddarholmen till Stockholms slott.
Vid den stora galamiddagen i Stora galleriet på Stockholms slott på kvällen den 1 oktober 1881 höll kung Oscar II tal och sade: Hennes vagga stod i fjärran land, men hon kommer icke som en främling, ty svenska äro Victorias anor. Måtte dessa murar under en lång och säll framtid hägnande omsluta det hem, till vilket hon genom kärlekens makt nu blivit återbördad.. Till middagen bjöds gästerna bland annat på sköldpaddssoppa till förrätt, dilammsadel till huvudrätt och till efterrätt glace och kompott och till maten serverades åtta viner, bland annat Château Margaux 1868.
Följande dag var det högtidsgudstjänst i Slottskyrkan och den 3 oktober hölls en bal i Vita havet på slottet för 2 000 gäster. Den 4 oktober avslutades firandet med en galaföreställning på Kungliga Teatern med framträdande av Kristina Nilsson i bland annat tredje akten ur Faust och två akter ur Hallströms opera Den bergtagna.